# Industria alimentaria en España

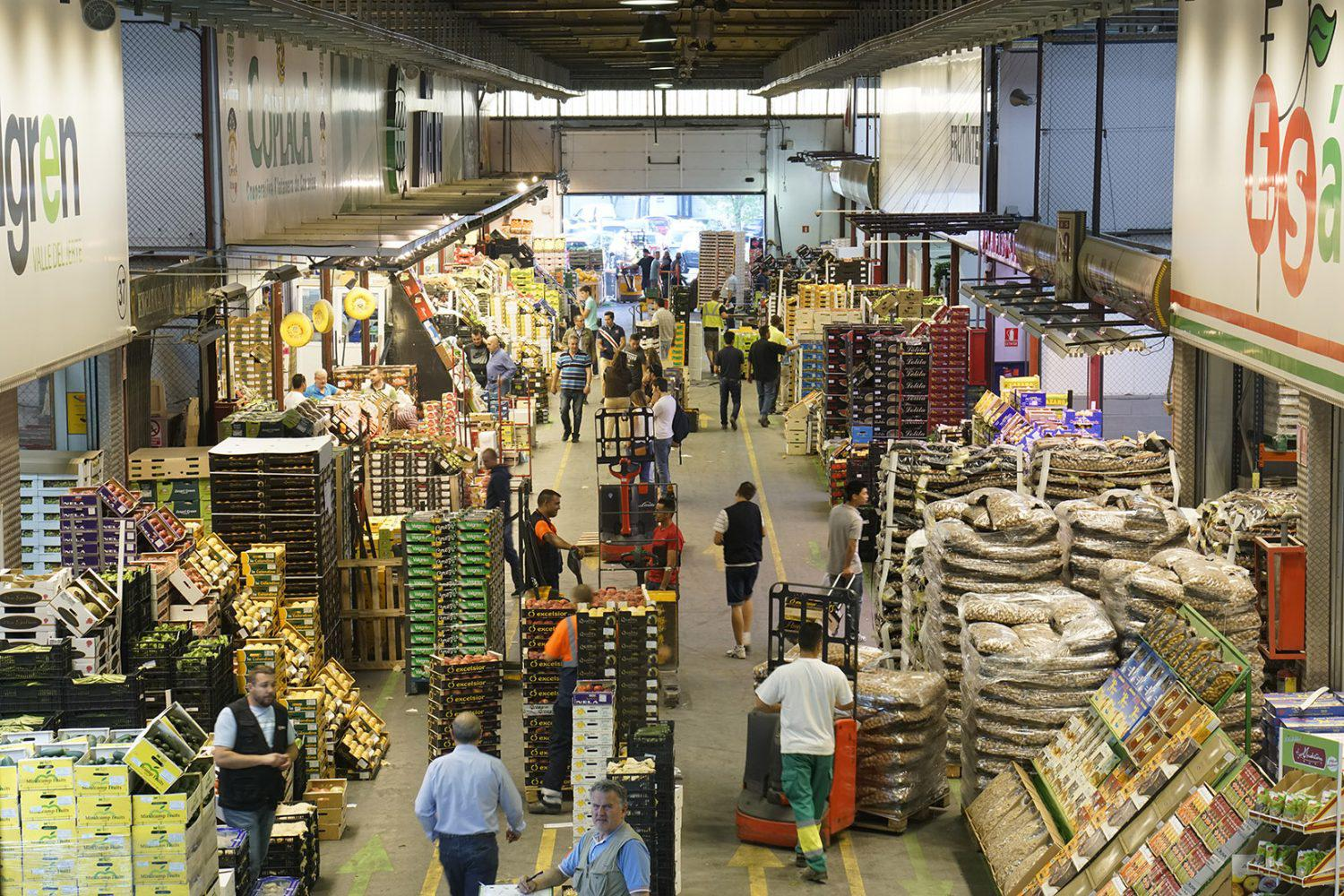
Actividad en Mercamadrid, uno de los principales puntos de distribución de productos agrícolas y alimentarios en España

La industria alimentaria en España es un sector clave en la economía del país, tanto por su contribución al producto interno bruto (PIB) como por su papel en el empleo y la exportación. La industria abarca una amplia gama de actividades, desde la producción y transformación de materias primas hasta la distribución y comercialización de alimentos y bebidas. La diversidad y calidad de los productos alimentarios españoles, así como su tradición culinaria, han posicionado a España como un referente en el mercado internacional.

## Historia
Desde sus orígenes en la agricultura y la ganadería hasta las innovaciones tecnológicas y la globalización del mercado actual, la industria alimentaria española ha evolucionado de manera significativa.
El inicio de la industria alimentaria en España se remonta a la época prehistórica, cuando las primeras comunidades humanas se establecieron en la península ibérica. Durante esta época, la alimentación se basaba en la caza, la pesca y la recolección de frutas, raíces y semillas. A medida que se desarrollaron las técnicas agrícolas y ganaderas, las comunidades pasaron a depender de la agricultura y la ganadería para su sustento.
La llegada de los fenicios, griegos, cartagineses y romanos enriqueció la industria alimentaria española, introduciendo nuevos cultivos, técnicas y productos. Durante el dominio romano, España fue un gran exportador de productos agrícolas y ganaderos, como trigo, aceite de oliva y vino.
Durante la época de Al-Ándalus (711-1492), la península ibérica estuvo bajo dominio islámico, lo que supuso un importante desarrollo en la industria alimentaria. Los árabes introdujeron nuevos cultivos, como la caña de azúcar, el arroz y los cítricos, además de técnicas agrícolas y sistemas de irrigación avanzados.
El descubrimiento de América en 1492 y la expansión del imperio español supusieron la introducción de nuevos productos en la dieta española, como el tomate, la patata, el cacao y el maíz. Durante esta época, España también exportó productos alimentarios a sus territorios de ultramar y a otros países europeos, consolidándose como una potencia en el comercio alimentario.
La revolución industrial del siglo XIX trajo consigo importantes avances tecnológicos que impulsaron la industria alimentaria en España. Se desarrollaron nuevos métodos de conservación, como el enlatado y la refrigeración, y se mejoraron las infraestructuras de transporte, lo que permitió el comercio a larga distancia de productos perecederos.
El siglo XX fue un período de importantes cambios en la industria alimentaria española. El crecimiento económico, la urbanización y la globalización del mercado llevaron a una mayor demanda de productos alimentarios y a la diversificación de la oferta. Durante este período, se crearon numerosas empresas alimentarias que se convirtieron en líderes en sus respectivos sectores.
Ya en el siglo XXI, la industria alimentaria en España se enfrenta a desafíos como la adaptación a las regulaciones ambientales, el cambio climático y la creciente competencia en los mercados internacionales. Además, la industria debe abordar temas relacionados con la salud pública, como la obesidad y las enfermedades crónicas relacionadas con la alimentación.

## Producción primaria

### Industria agrícola

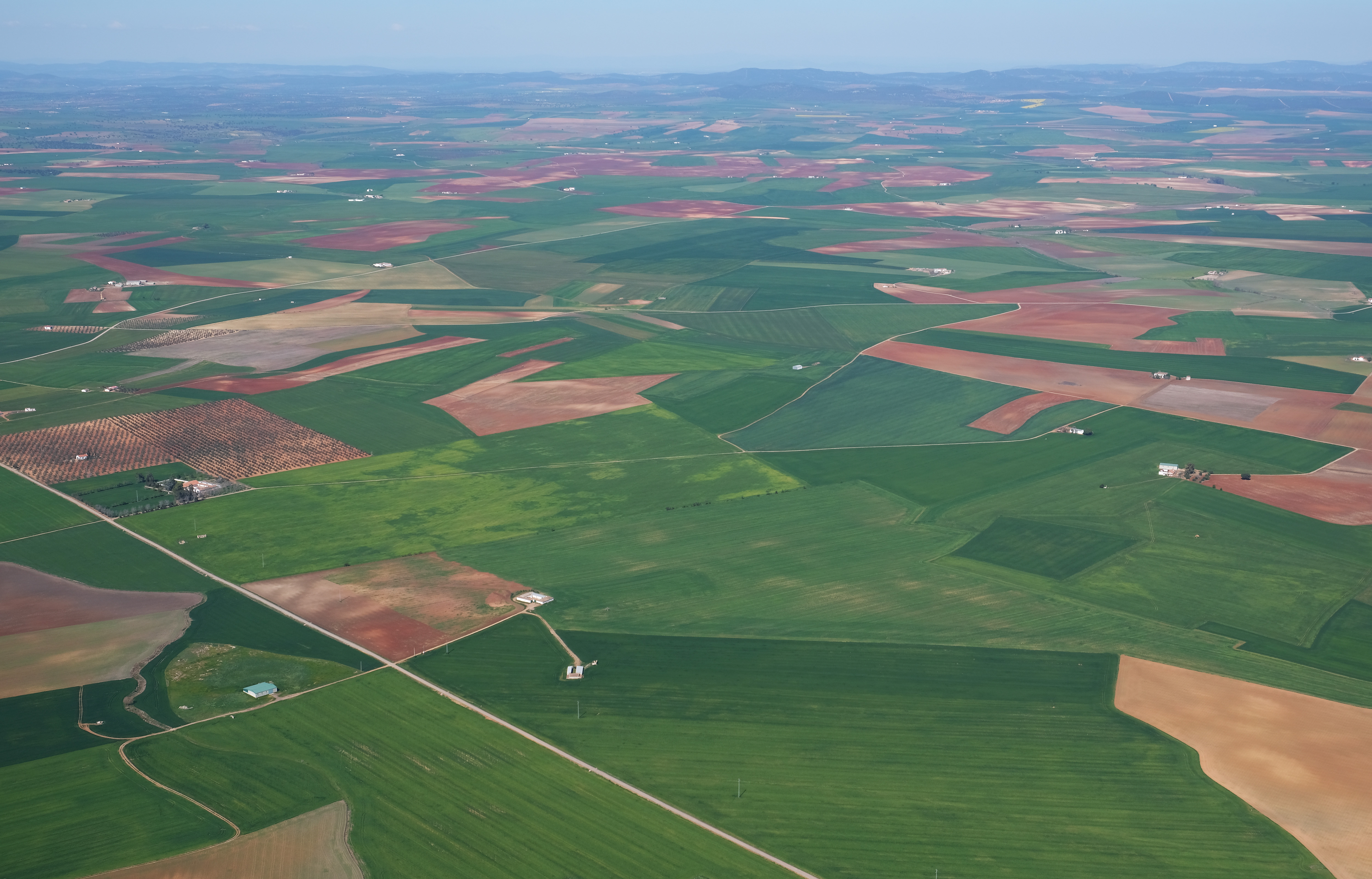
Áreas de cultivo cerca de Azuaga (Badajoz)

España cuenta con un amplio sector agrícola y ganadero que provee a la industria alimentaria de una gran variedad de materias primas.
La superficie agraria útil de España es de más de 23 millones de hectáreas, casi la mitad del territorio español, de las cuales casi 17 millones de hectáreas son de cultivo. Los cultivos herbáceos ocupan la mayor parte de la superficie, seguidos de los cultivos leñosos, siendo el olivar el cultivo leñoso con más superficie cultivada. España es líder en la producción de aceite de oliva, siendo el mayor productor mundial, y también es un importante productor de vino, cítricos, hortalizas y cereales.

### Industria ganadera
En lo que respecta al sector ganadero, en España existen más de 25 millones de cabezas de ganado porcino y más de 16 millones de ganado ovino. La ganadería española se centra en la producción de carne de cerdo, vacuno, ovino y aves de corral, así como en la producción de leche y derivados lácteos. España es el segundo productor europeo de carne de cerdo, por detrás de Alemania, y la leche significó en 2016 el 17,8% de la producción ganadera. El sector agrícola y ganadero es estratégico en España debido a su gran importancia social, territorial, medioambiental y económica. La producción agrícola y ganadera en España está orientada al mercado y es sostenible. Además, el sector agrícola y ganadero es un importante generador de empleo en España.

### Industria pesquera

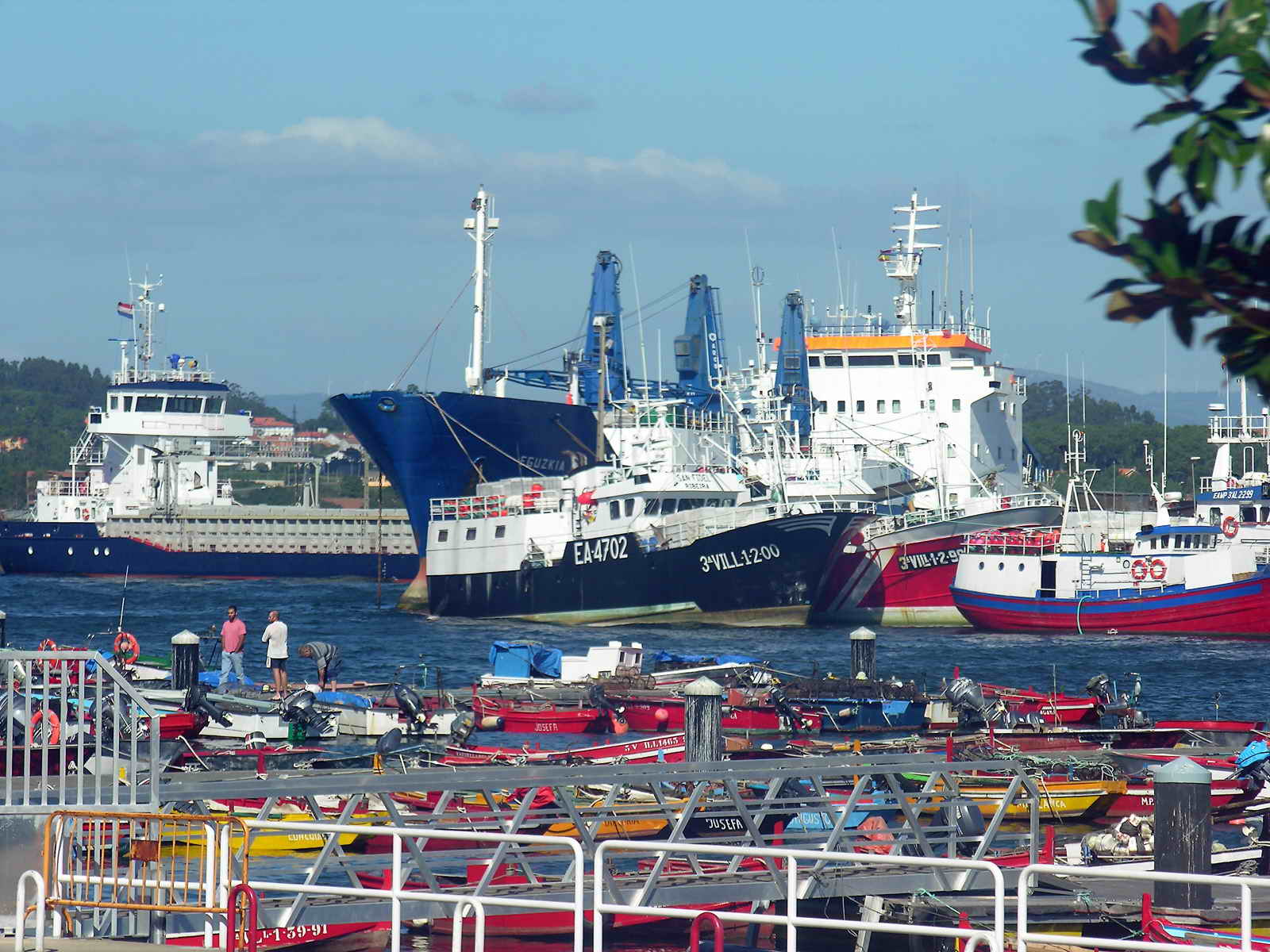
Flota pesquera en Riveira (Galicia)

La industria pesquera en España es uno de los sectores más importantes de la industria alimentaria, debido a la larga tradición marítima del país y su ubicación geográfica. España cuenta con una amplia flota pesquera que opera tanto en aguas nacionales como internacionales. La pesca en España se realiza en cuatro zonas pesqueras diferenciadas: Cantábrico-Noroeste, Golfo de Cádiz, Mediterráneo y Canarias. La plataforma continental española es muy rica en recursos pesqueros, lo que ha permitido que España se convierta en una de las principales potencias pesqueras de la UE.
El sector pesquero español genera el 20% de la producción total de la Unión Europea en términos de volumen y facturación global. En el año 2020, se capturaron 889.333 toneladas de pescado y marisco, y en el año 2019, la facturación global fue de 2.043 millones de euros. La flota pesquera española representa casi una cuarta parte de la capacidad de la flota europea. La pesca es una industria muy globalizada, por lo que es fundamental conocer las tendencias de futuro para poder ajustar la estrategia de negocio en un entorno cada vez más cambiante y acelerado.
El sector pesquero español da empleo a miles de personas y contribuye significativamente a la economía, sobre todo en las comunidades costeras. La merluza y la pescadilla son los pescados más consumidos por los españoles, seguidos del salmón, las sardinas y los boquerones. El consumo de pescado es mayor en el norte de España, sobre todo en Galicia, Asturias y País Vasco, mientras que en las regiones de Murcia, Extremadura y Canarias es donde menos consumo de pescado hay. Para aumentar la productividad y sostenibilidad del sector pesquero y acuícola, se están llevando a cabo diversas iniciativas, como la aplicación de políticas de pesca sostenible o la digitalización del sector pesquero y acuícola.

## Transformación y elaboración de alimentos

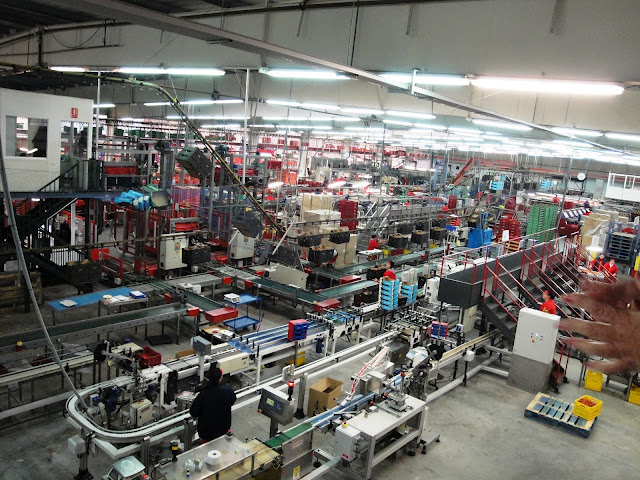
Centro de envasado de alimentos en La Palma

La industria agroalimentaria es el principal sector de la industria manufacturera en España, con una facturación cercana a los 140 000 millones de euros y un empleo de más de 440 000 personas. España se posiciona como la cuarta potencia agroalimentaria a nivel europeo y décima a nivel mundial, gracias a la calidad de sus productos y su extensa despensa. Durante la pandemia de COVID-19, la industria alimentaria española continuó asegurando el aprovisionamiento dentro y fuera del territorio nacional, gracias también a las eficientes estructuras logísticas y de infraestructura que evitaron la ruptura de las cadenas de suministro.
Existen numerosas empresas, tanto grandes corporaciones como pequeñas y medianas empresas (PYMEs), que se dedican a la producción y comercialización de alimentos en España. Las empresas pequeñas dominan la industria agroalimentaria, pero las grandes emplean a más personas y aportan más valor añadido. Actualmente, más de 30.000 empresas del sector exportan alimentos y bebidas desde España, convirtiendo a la internacionalización en uno de los pilares básicos de su fortaleza y crecimiento.
Entre las actividades más destacadas en la transformación y elaboración de alimentos en España se encuentran la producción de aceite de oliva, vino, productos cárnicos y embutidos, conservas de pescado y marisco, productos lácteos, panadería y repostería, y alimentos preparados y congelados. La Federación Española de Industrias de la Alimentación y Bebidas (FIAB) es la organización empresarial que representa a la industria de alimentación y bebidas en España.

## Comercialización y distribución

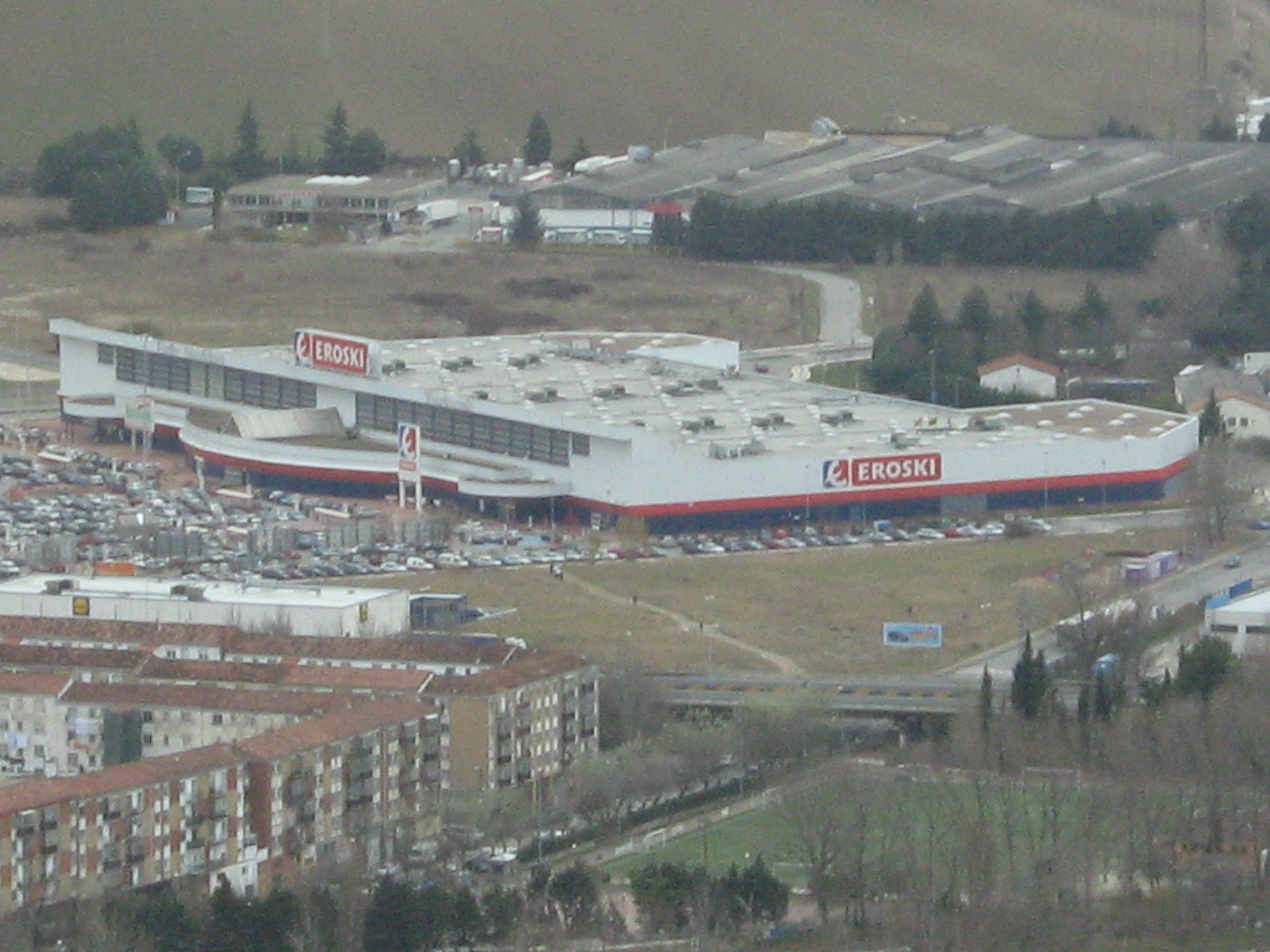
Hipermercado Eroski en Pamplona

La distribución de alimentos en España es un sector en constante evolución que incluye tanto grandes cadenas de supermercados y tiendas de alimentación como pequeños comercios y mercados tradicionales. La distribución de alimentos también incluye el sector de la hostelería y la restauración, que desempeña un papel crucial en la promoción y difusión de la gastronomía española.
La distribución alimentaria es uno de los eslabones más importantes en la cadena agroalimentaria, ya que facilita la comercialización de los alimentos y pone en contacto al sector productor e industrial con los consumidores. En España, la distribución alimentaria es muy eficiente y cuenta con un equipamiento preparado para hacer frente a situaciones extraordinarias, como la provocada por la crisis del COVID-19. Además, en España existe una tienda de distribución moderna por cada 2.000 habitantes, lo que es muy superior a la mayoría de los países europeos.
En cuanto a la venta de alimentos por canal de distribución en España, los supermercados son el lugar preferido de los consumidores españoles a la hora de adquirir productos alimenticios, al englobar aproximadamente el 50% de la venta de alimentos en España en 2021. Mercadona es la cadena de supermercados líder en España, con una inversión anual en el país que ha ido en aumento desde 2013. Además, existen establecimientos especializados en alimentación que también tienen una cuota importante de mercado.

## Exportación e internacionalización
La exportación de alimentos y bebidas ha experimentado un importante crecimiento en España en las últimas décadas. Según datos del Ministerio de Agricultura, Pesca y Alimentación, las exportaciones agroalimentarias y pesquera alcanzaron los 53.848 millones de euros en 2020, lo que supone un aumento del 4,1% respecto al año anterior. Estos datos muestran la importancia de la industria alimentaria para la economía española y su capacidad para competir en los mercados internacionales.
Entre los productos españoles más demandados en el extranjero se encuentran el aceite de oliva, los vinos, el jamón, los quesos, los productos del mar y las frutas y hortalizas. El aceite de oliva es uno de los productos más emblemáticos de España y su exportación ha aumentado en los últimos años. En 2020, España exportó 1,3 millones de toneladas de aceite de oliva por valor de 3.006 millones de euros, lo que supone un aumento del 11,9% respecto al año anterior. Además, en 2021, España exportó 230 millones de dólares en aceite de oliva, convirtiéndose en el exportador número uno de aceite de oliva en el mundo.
La internacionalización de la industria alimentaria española se ha visto impulsada por la apertura de nuevos mercados y la participación en ferias y eventos internacionales. La presencia de empresas españolas en ferias como Alimentaria o Anuga es cada vez más importante, y permite a las empresas dar a conocer sus productos a compradores de todo el mundo.
La UE es el principal destino de las exportaciones alimentarias españolas, seguido por Asia y América. Francia, Alemania, Portugal, Italia y Reino Unido son los principales países receptores de los productos españoles, mientras que China, Estados Unidos y Japón son los principales mercados fuera de Europa. La exportación de productos alimentarios a países como México, Brasil, Colombia y Perú también está experimentando un importante crecimiento en los últimos años.
La exportación e internacionalización de la industria alimentaria española tiene un impacto positivo en la economía del país, ya que genera empleo y riqueza. Además, la exportación de productos españoles contribuye a la promoción de la gastronomía española en el mundo, lo que a su vez fomenta el turismo y la imagen del país en el exterior.

## Normativas y regulaciones
La industria alimentaria española se rige por una serie de normativas y regulaciones destinadas a garantizar la calidad, seguridad y transparencia en la producción, transformación y distribución de alimentos. Estas leyes y reglamentos son fundamentales para proteger la salud pública y mantener altos estándares en toda la cadena alimentaria. A continuación, se presentan los principales aspectos de las normativas y regulaciones en la industria alimentaria española.
Legislación alimentaria
La legislación española se basa en las normativas de la Unión Europea (UE), lo que significa que los reglamentos de la UE tienen un impacto significativo en la industria alimentaria española. Entre los reglamentos relevantes se encuentran el Reglamento (CE) n.º 178/2002 sobre la seguridad alimentaria, que establece los principios y requisitos generales de la legislación alimentaria, y el Reglamento (UE) n.º 1169/2011 sobre el etiquetado de los alimentos, que establece los requisitos para la información que debe aparecer en el etiquetado de los productos alimentarios.
Seguridad alimentaria
España ha implementado medidas rigurosas para garantizar la seguridad de los alimentos. La Agencia Española de Seguridad Alimentaria y Nutrición (AESAN) es la institución encargada de evaluar los riesgos asociados a los alimentos y proporcionar recomendaciones para proteger la salud pública. Además, se aplican sistemas de control de calidad, como el análisis de puntos críticos de control (APPCC), que identifica los puntos clave en la cadena de producción donde se pueden presentar peligros y establece medidas preventivas para evitarlos.
Etiquetado y trazabilidad
La normativa española exige que los alimentos se etiqueten de manera clara y precisa, proporcionando información esencial a los consumidores. Los requisitos de etiquetado obligatorio incluyen la lista de ingredientes, la información nutricional, la presencia de alérgenos y la fecha de caducidad. Además, se hace hincapié en la trazabilidad, que es la capacidad de rastrear un alimento desde su origen hasta su destino final. La trazabilidad permite detectar y gestionar rápidamente cualquier problema de seguridad alimentaria, facilitando la retirada de productos defectuosos del mercado, si fuera necesario.
Control y supervisión
España cuenta con una red de inspección y control para garantizar el cumplimiento de las normativas alimentarias. Las autoridades sanitarias y los organismos de control llevan a cabo inspecciones en los establecimientos de producción y manipulación de alimentos, así como análisis de laboratorio para verificar la calidad y seguridad de los productos. En caso de incumplimiento de las normativas, se aplican sanciones correspondientes para asegurar el cumplimiento de las regulaciones establecidas.

## Innovación y desarrollo tecnológico
El sector de la industria alimentaria española se caracteriza por su continua búsqueda de la innovación y el desarrollo tecnológico. Estos aspectos son fundamentales para mejorar la calidad de los alimentos, aumentar la eficiencia en la producción y transformación, y reducir el impacto ambiental. A través de la implementación de nuevas tecnologías y prácticas vanguardistas, España ha logrado posicionarse como un referente en la industria alimentaria a nivel global. A continuación, se exploran en mayor detalle los avances en innovación y desarrollo tecnológico en esta industria.
Tecnologías aplicadas a la producción y transformación de alimentos
La industria alimentaria española ha adoptado una amplia gama de tecnologías innovadoras para mejorar los procesos de producción y transformación de alimentos. Esto incluye la implementación de sistemas automatizados y robóticos en las líneas de producción, lo que permite una mayor eficiencia y precisión en las tareas. Además, la utilización de tecnologías de procesamiento avanzadas, como la ultrasonografía, la termización o el tratamiento por altas presiones, ha mejorado la calidad y conservación de los alimentos, minimizando la pérdida de nutrientes y garantizando la seguridad alimentaria.
Las TIC en la cadena de suministro
Las tecnologías de la información y la comunicación desempeñan un papel vital en la optimización de la cadena de suministro de alimentos en España. El uso de sistemas de gestión y monitorización en tiempo real permite una trazabilidad más eficiente, lo que facilita la identificación precisa del origen y la ruta de los alimentos. Asimismo, se han desarrollado aplicaciones móviles y plataformas en línea que conectan directamente a los productores con los consumidores, mejorando la transparencia y el acceso a la información sobre los productos alimentarios.
Investigación y desarrollo en alimentos funcionales y nutracéuticos
La industria alimentaria española ha invertido en investigación y desarrollo (I+D) para desarrollar alimentos funcionales y nutracéuticos. Estos productos ofrecen beneficios adicionales para la salud, más allá de la nutrición básica, gracias a la incorporación de ingredientes naturales con propiedades específicas. Mediante el uso de técnicas de encapsulación y formulación avanzadas, se ha logrado aumentar la estabilidad y la biodisponibilidad de estos componentes beneficiosos, mejorando así su eficacia.
Sostenibilidad y tecnologías ecoeficientes
La industria alimentaria española ha reconocido la importancia de la sostenibilidad y ha implementado tecnologías ecoeficientes en sus procesos. La reducción del consumo de agua y energía, la optimización de los residuos y la adopción de prácticas de producción más respetuosas con el medio ambiente son objetivos clave. En este sentido, se han desarrollado tecnologías como la generación de energía renovable, la gestión eficiente del agua y el uso de envases y embalajes sostenibles, contribuyendo así a la preservación del medio ambiente.
Colaboración entre el sector público y privado en I+D
La innovación y el desarrollo tecnológico en la industria alimentaria española se han beneficiado de la colaboración entre el sector público y privado. Las instituciones investigadoras y académicas, así como las empresas del sector, han establecido alianzas estratégicas para fomentar la investigación, el intercambio de conocimientos y la transferencia tecnológica. Estas colaboraciones han impulsado la creación de centros de investigación especializados en tecnología alimentaria, donde se llevan a cabo proyectos innovadores y se desarrollan soluciones tecnológicas aplicadas a la industria, como por ejemplo el Instituto Murciano de Investigación y Desarrollo Agrario y Alimentario (IMIDA), el Centro Nacional de Tecnología y Seguridad Alimentaria (CNTA), el Centro de Investigación y Tecnología Agroalimentaria de Aragón (CITA), el Centro Tecnológico Alimentario (CTIC-CITA) y AZTI.

## Gastronomía y turismo
La gastronomía y el turismo desempeñan un papel crucial en la identidad y la economía de España. El país destaca a nivel mundial por su tradición culinaria, que fusiona influencias regionales y el uso de productos locales de alta calidad. La gastronomía española atrae a visitantes de todo el mundo, convirtiendo al turismo gastronómico en una experiencia de gran interés.